# 옌볜 룽딩 FC
연변 룽딩 FC ( 延边龙鼎足球俱乐部)는 지린성 옌볜 조선족 자치주 룽징시를 연고로 하는 중국의 프로 축구단으로 현재 중국 갑급리그에 소속되어 있다.

## 선수 명단

### 현역
참고: FIFA 자격 규정에 따라 소속된 국가대표팀 국기를 표시합니다. 선수는 복수의 FIFA 비회원국 국적을 가지고 있을 수 있습니다.
| 번호 | 포지션 | 국적     | 이름            |
| ---- | ------ | -------- | --------------- |
| 5    | MF     | 포르투갈 | 조아킹 도밍고스 |

| 번호 | 포지션 | 국적 | 이름 |
| ---- | ------ | ---- | ---- |

## 역대 감독
| 감독   | 임기   |
| ------ | ------ |
| 이기형 | 2024 ~ |